# Dolní Rožínka
Dolní Rožínka är en ort i Tjeckien.   Den ligger i regionen Vysočina, i den centrala delen av landet, 150 km sydost om huvudstaden Prag. Dolní Rožínka ligger 514 meter över havet och antalet invånare är 657.
Terrängen runt Dolní Rožínka är huvudsakligen platt, men österut är den kuperad. Runt Dolní Rožínka är det glesbefolkat, med 20 invånare per kvadratkilometer. Närmaste större samhälle är Bystřice nad Pernštejnem, 6,3 km nordost om Dolní Rožínka. Trakten runt Dolní Rožínka består till största delen av jordbruksmark.